# Hogeschoolplein
Het Hogeschoolplein is een plein in het centrum van de Belgische stad Leuven. De hoofdingangen van het Pauscollege en het Maria-Theresiacollege zijn gelegen aan het plein.

## Situering
Het Hogeschoolplein ligt aan het Pauscollege van de Katholieke Universiteit Leuven en op zo'n drie minuten wandelen van de Grote Markt en Oude Markt. Via de Lakenweversstraat, Standonckstraat en Sint-Michielsstraat is het plein met de Naamsestraat verbonden. Via de 's-Meiersstraat is het plein ook met de Muntstraat verbonden. Het Jan Cobbaertplein en het Alfons Smetsplein zijn de dichtstbijzijnde pleinen.

## Geschiedenis en gebouwen
Het Hogeschoolplein werd tussen 1807 en 1812 aangelegd in het midden van de 's-Meiersstraat, die de Muntstraat met de Naamsestraat verbond. Het heette aanvankelijk place Impériale en place des Invalides. De eerste plannen voor de aanleg van een plein dateren uit 1786, toen het Pauscollege tot seminarie-generaal werd omgevormd. In 1807 werden de Pedagogie Het Varken en het Standonckcollege deels afgebroken en werd door stadsarchitect Charles-François de Rare een plein aangelegd. De bestaande 18e-eeuwse bebouwing werd in neoclassicistische stijl aangepast en van een gladde gevelbepleistering voorzien. De westzijde en een deel van de noordoostzijde werden tussen 1840 en 1961 met neoclassicistische burgerhuizen bebouwd.
Vanaf 1838 werd op het plein markt gehouden, eerst in ijzerwaren, waardoor het plein in de volksmond de Pottekensmarkt werd genoemd. Vanaf 1886 werd er wild verhandeld en rond de jaren 1920 pluimvee, waardoor het plein ook de naam Kiekenmarkt kreeg.
Op het Hogeschoolplein staat sinds 1922 een standbeeld van geoloog, mijnbouwkundige en hoogleraar André Dumont. Voor de inhuldiging op 12 november 1922 werd het plein heraangelegd. De lindebomen werden gerooid, het middenveld werd met kastanjebomen met rustbanken ertussen omzoomd en aan de zuidoostzijde van het grasveld werd een ovaal plantsoen voor het standbeeld aangelegd.
In 1938 werden in de noordoostelijke hoek van het plein twee panden gesloopt. Ze maakten plaats voor een modernistische woning naar ontwerp van Léon Dierickx op de hoek met de 's-Meiersstraat. De woning verving een minstens tot de 17e eeuw opklimmend breedhuis en een hoekhuis met allicht een oudere kern. In 1956 werd ten noordoosten van het Pauscollege, op de plaats van het voormalige College de Bay en de gelijknamige kazerne een stedelijk zwembad naar ontwerp van Maxime Brunfaut opgetrokken. De toegang tot het zwembad bevond zich tussen het Pauscollege en de modernistische hoekwoning. In december 2004 sloot het zwembad en in 2006 werd het volledig afgebroken om plaats te maken voor nieuwbouw appartementen en de doorgang naar het toen in 2009 nieuw gecreëerde Jan Cobbaertplein.
Het restaurant d'Hoogeschool, op de locatie van de Tijl, won in 2008 de eerste editie van het tv-programma Mijn Restaurant. De horecazaak lag op de hoek van de Standonckstraat en het Hogeschoolplein. In 2011 sloot het restaurant.

## Evenementen
Net zoals op de Oude Markt en Grote Markt vinden ook op het Hogeschoolplein regelmatig culturele evenementen plaats. Zo worden er op het plein regelmatig optredens georganiseerd die deel uitmaken van onder meer Marktrock en de Beleuvenissen. In de zomervakantie worden soms ook films op het plein vertoond.

## Galerij

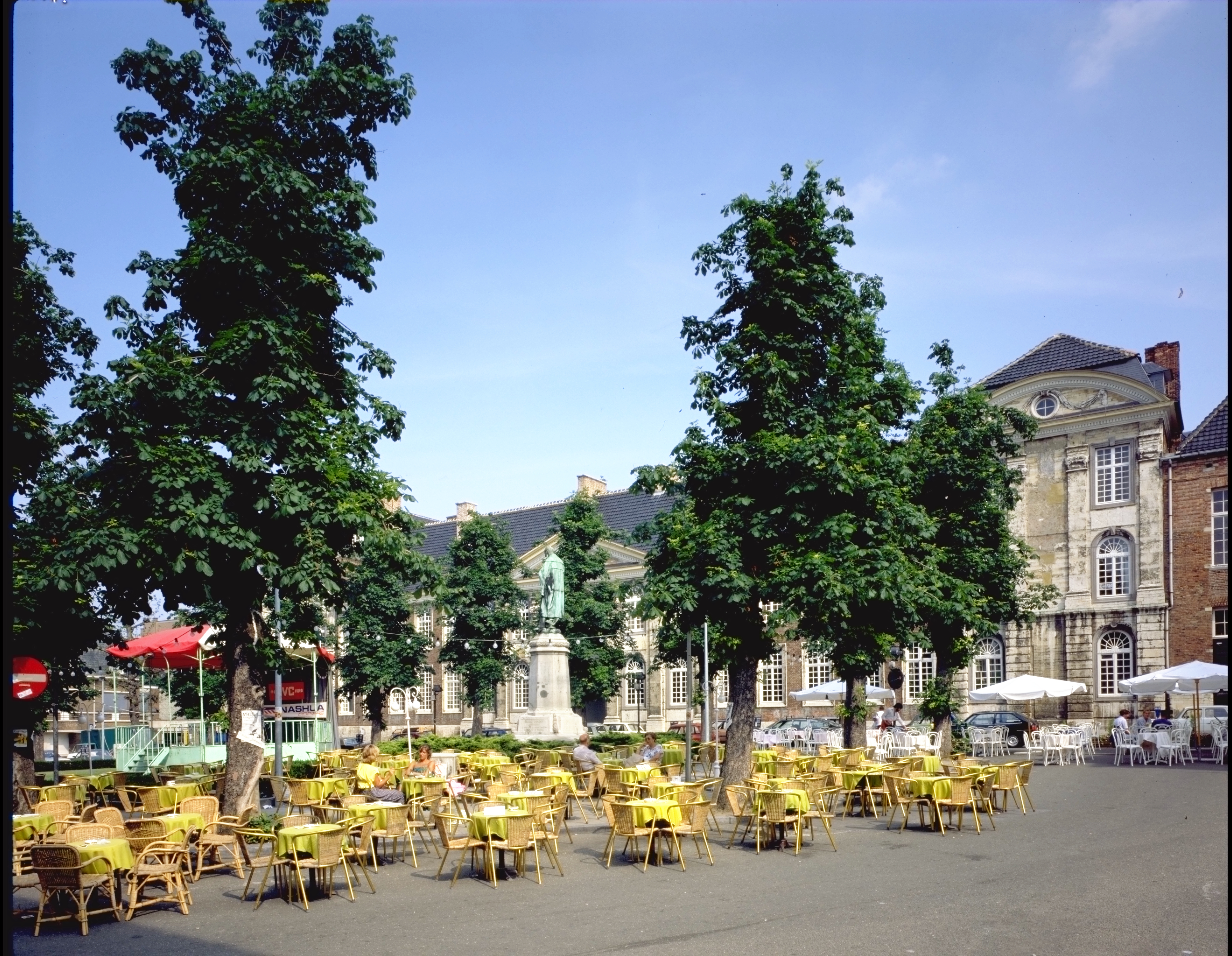
Het Hogeschoolplein met op de achtergrond het Pauscollege
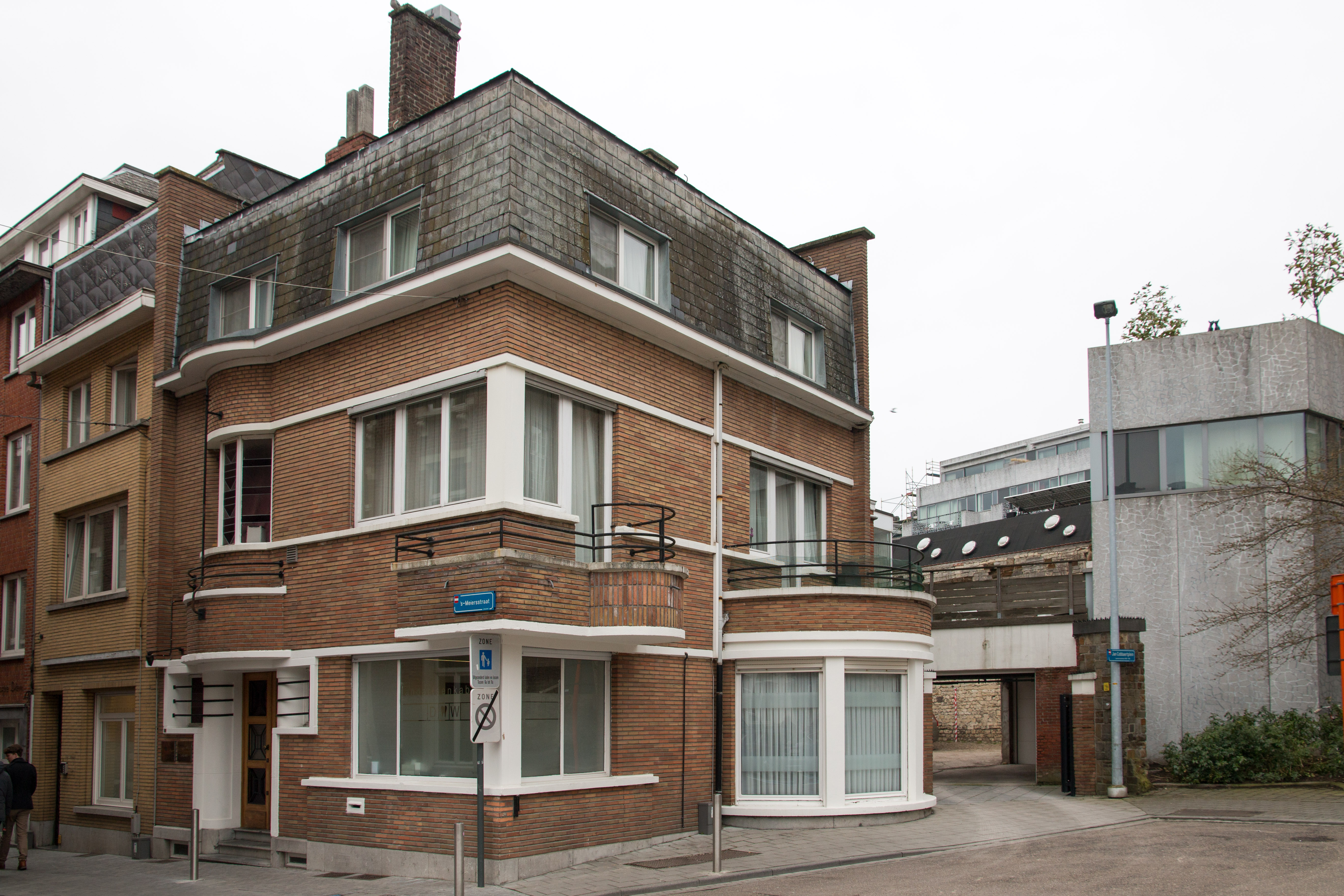
Hogeschoolplein 1
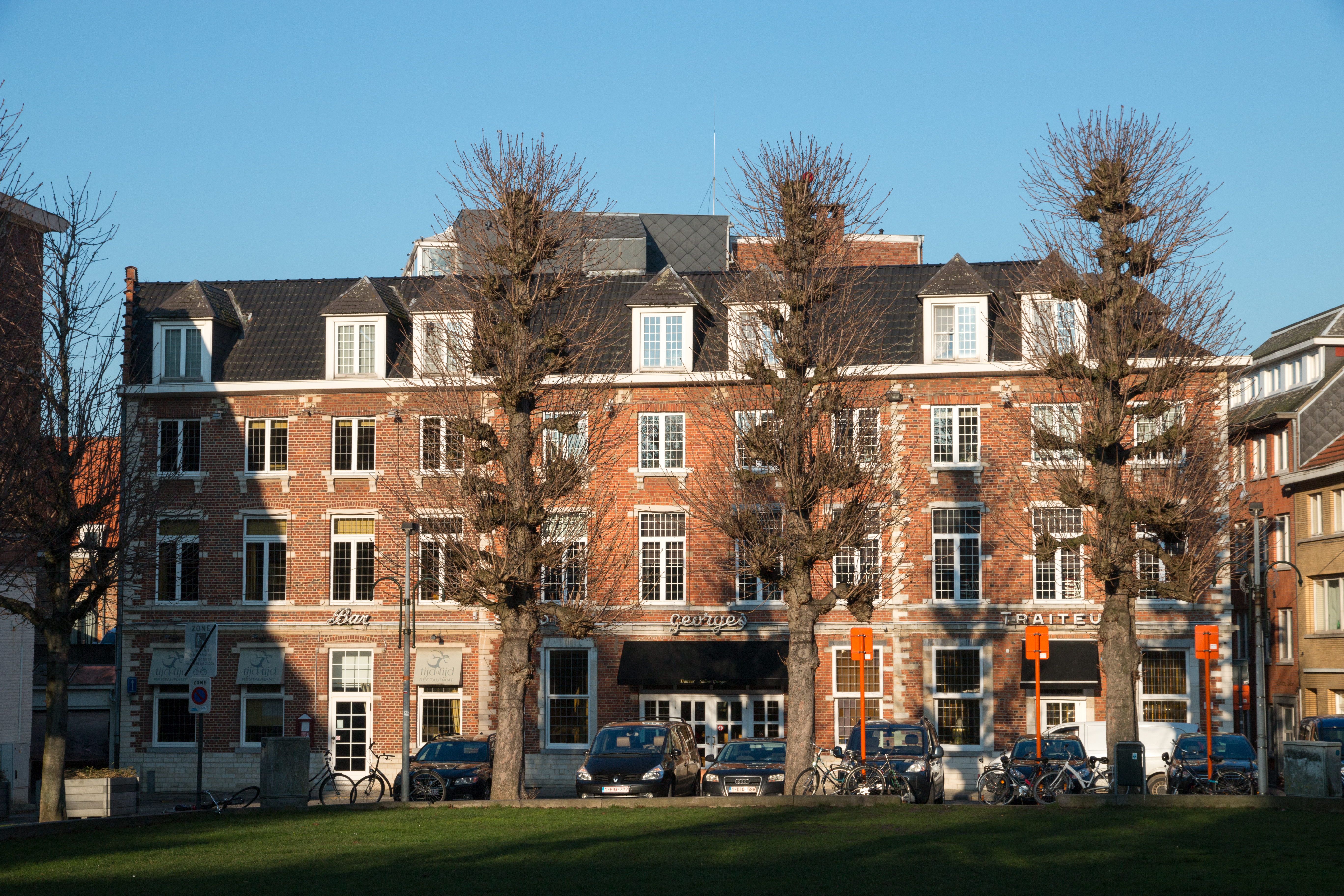
Hogeschoolplein 15
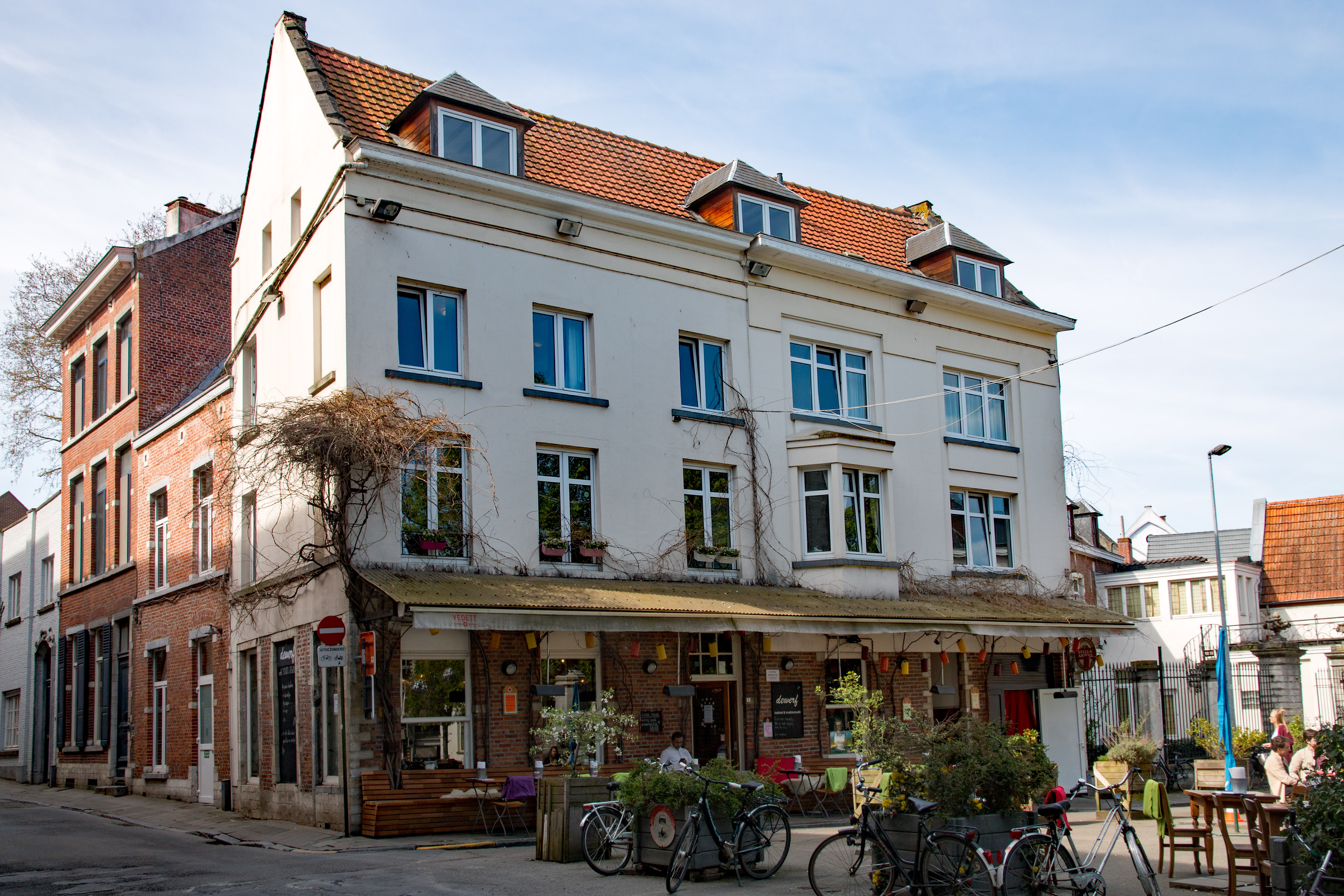
De Werf (nr. 5)
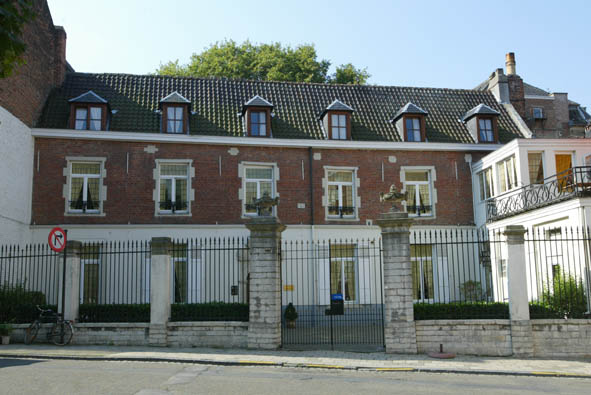
Restanten van het voormalige Standonckcollege
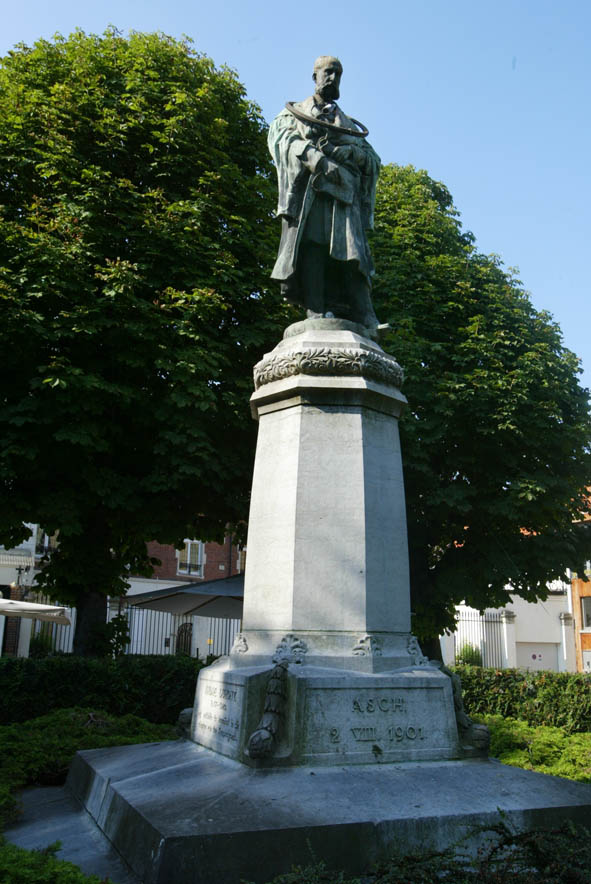
Het standbeeld van André Dumont
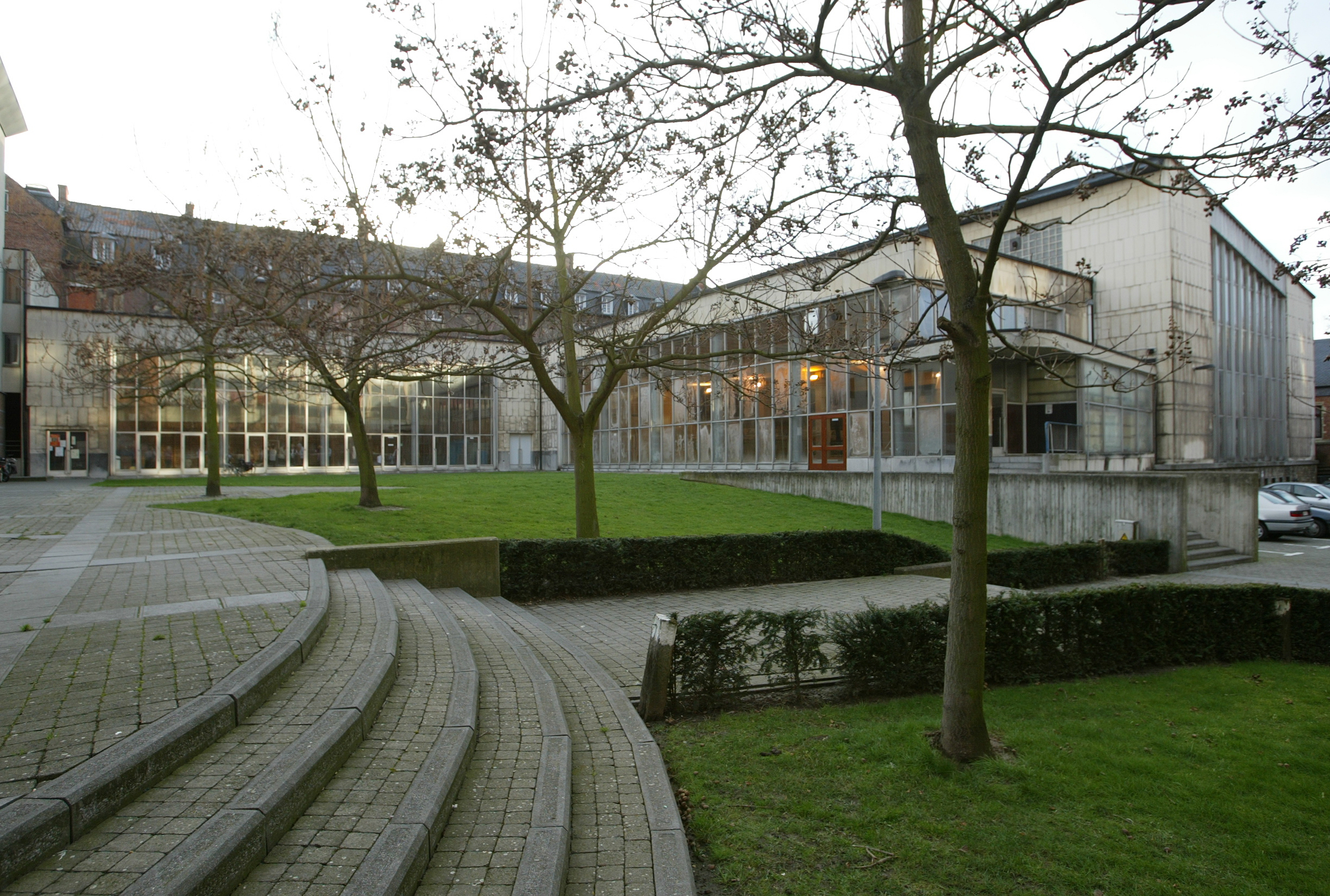
Het in 2006 gesloopte stedelijk zwembad